# هنري كابوت لودج
هنري كابوت لودج (بالإنجليزية: Henry Cabot Lodge senior)‏ (و. 1850 – 1924 م) هو سياسي، ومؤرخ أمريكي، ولد في بوسطن، كان عضوًا في الحزب الجمهوري، وكان عضوًا في الأكاديمية الأمريكية للفنون والعلوم، توفي في كامبريدج، ماساتشوستس، عن عمر يناهز 74 عاماً، بسبب سكتة.

## مناصب
تولى منصب الرئيس المؤقت لمجلس الشيوخ الأمريكي (25 مايو 1912–30 مايو 1912)، وعضو مجلس الشيوخ الأمريكي (4 مارس 1893–9 نوفمبر 1924)، وعضو مجلس النواب الأمريكي (4 مارس 1887–4 مارس 1893)، وعضو مجلس النواب ماساتشوستس.

## التعليم
تعلم في جامعة هارفارد، في تخصص حكومة، وتاريخ، وتحصل منها على دكتوراة في الفلسفة، وكلية هارفارد للحقوق، وجامعة هارفارد، ومدرسة ابتدائية.

## جوائز
حصل على جوائز منها:
- دكتوراه فخرية.[10]

| المناصب السياسية             | المناصب السياسية                                                           | المناصب السياسية             |
| ---------------------------- | -------------------------------------------------------------------------- | ---------------------------- |
| سبقه Augustus Octavius Bacon | الرئيس المؤقت لمجلس الشيوخ في الولايات المتحدة 25 مايو 1912 - 30 مايو 1912 | تبعه Augustus Octavius Bacon |
| سبقه Henry L. Dawes          | عضو مجلس الشيوخ الأمريكي 4 مارس 1893 - 9 نوفمبر 1924                       | تبعه William M. Butler       |
| سبقه                         | عضو مجلس النواب الأمريكي 4 مارس 1887 - 4 مارس 1893                         | تبعه                         |

## روابط خارجية
- هنري كابوت لودج على موقع الموسوعة البريطانية (الإنجليزية)
- هنري كابوت لودج على موقع إن إن دي بي (الإنجليزية)
- هنري كابوت لودج على موقع ديسكوغز (الإنجليزية)